# Јан-Ленард Штруф
Јан-Ленард Штруф (рођен 25. април 1990, Варштајн, Западна Немачка) је немачки тенисер. Најбољи пласман на АТП листи му је 21. место у појединачној конкуренцији које је достигао 19. јуна 2023. Играо је у финалу Отвореног првенства Мадрида 2023. године.

## Финала АТП мастерс 1000 серије

### Појединачно: 1 (0:1)
| Исход     | Бр. | Година | Турнир | Подлога | Противник      | Резултат      |
| --------- | --- | ------ | ------ | ------- | -------------- | ------------- |
| Финалиста | 1.  | 2023.  | Мадрид | Шљака   | Карлос Алкараз | 4:6, 6:3, 3:6 |

## АТП финала

### Појединачно: 3 (0:3)
| Легенда                        |
| ------------------------------ |
| Гренд слем турнири (0:0)       |
| Завршно првенство сезоне (0:0) |
| АТП мастерс 1000 (0:1)         |
| АТП 500 (0:0)                  |
| АТП 250 (0:2)                  |

| Финала по подлози |
| ----------------- |
| Тврда (0:0)       |
| Шљака (0:2)       |
| Трава (0:1)       |

| Финала по локацији |
| ------------------ |
| Отворено (0:3)     |
| Дворана (0:0)      |

| Исход     | Бр. | Датум         | Турнир            | Подлога | Противник           | Резултат                 |
| --------- | --- | ------------- | ----------------- | ------- | ------------------- | ------------------------ |
| Финалиста | 1.  | 2. мај 2021.  | Минхен, Немачка   | Шљака   | Николоз Басилашвили | 4:6, 6:7(5:7)            |
| Финалиста | 2.  | 7. мај 2023.  | Мадрид, Шпанија   | Шљака   | Карлос Алкараз      | 4:6, 6:3, 3:6            |
| Финалиста | 3.  | 18. јун 2023. | Штутгарт, Немачка | Трава   | Франсес Тијафо      | 6:4, 6:7(1:7), 6:7(8:10) |

### Парови: 6 (3:3)
| Легенда                        |
| ------------------------------ |
| Гренд слем турнири (0:0)       |
| Завршно првенство сезоне (0:0) |
| АТП мастерс 1000 (0:0)         |
| АТП 500 (1:2)                  |
| АТП 250 (2:1)                  |

| Финала по подлози |
| ----------------- |
| Тврда (3:3)       |
| Шљака (0:0)       |
| Трава (0:0)       |

| Финала по локацији |
| ------------------ |
| Отворено (1:2)     |
| Дворана (2:1)      |

| Исход     | Бр. | Датум               | Турнир              | Подлога   | Партнер         | Противници                    | Резултат              |
| --------- | --- | ------------------- | ------------------- | --------- | --------------- | ----------------------------- | --------------------- |
| Финалиста | 1.  | 12. јануар 2018.    | Сиднеј, Аустралија  | Тврда     | Виктор Троицки  | Лукаш Кубот Марсело Мело      | 3:6, 4:6              |
| Победник  | 1.  | 7. октобар 2018.    | Токио, Јапан        | Тврда (д) | Бен Маклаклан   | Равен Класен Мајкл Винус      | 6:4, 7:5              |
| Победник  | 2.  | 12. јануар 2019.    | Окланд, Нови Зеланд | Тврда     | Бен Маклаклан   | Равен Класен Мајкл Винус      | 6:3, 6:4              |
| Финалиста | 2.  | 2. март 2019.       | Дубаи, УАЕ          | Тврда     | Бен Маклаклан   | Раџив Рам Џо Салисбери        | 6:7(4:7), 3:6         |
| Победник  | 3.  | 22. септембар 2019. | Мец, Француска      | Тврда (д) | Роберт Линдстед | Никола Маи Едуар Роже-Васелен | 2:6, 7:6(7:1), [10:4] |
| Финалиста | 3.  | 16. фебруар 2020.   | Ротердам, Холандија | Тврда (д) | Хенри Континен  | Пјер-Иг Ербер Никола Маи      | 6:7(5:7), 6:4, [7:10] |